# Rafael Merry del Val
Pour les articles homonymes, voir Zulueta.
 (février 2023).
Si vous disposez d'ouvrages ou d'articles de référence ou si vous connaissez des sites web de qualité traitant du thème abordé ici, merci de compléter l'article en donnant les références utiles à sa vérifiabilité et en les liant à la section « Notes et références ».
Rafael Merry del Val y Zulueta Wilcox (né le 10 octobre 1865 à Londres et mort le 26 février 1930 à Rome) est un prélat catholique. Il est élevé au cardinalat à l'âge de 38 ans et joue un rôle important au début du XXe siècle dans le gouvernement de l'Église catholique, associé au pontificat de Pie X et à sa lutte contre le courant moderniste.

## Biographie

### Enfance et premières études
Second fils de Rafael Carlos Merry del Val (en), d'origine irlandaise, et de Josefina de Zulueta Wilcox, fille du comte de Torre Díaz et d'une mère anglaise, Rafael Merry del Val naît à Londres, où son père occupe le poste d'ambassadeur d'Espagne.
Il ressent le désir d'être prêtre vers l'âge de huit ans, au contact des prêtres de la Compagnie de Jésus, dont son oncle maternel fait partie.
Après le Collège préparatoire de Bayliss House, à Slough, Rafael Merry del Val poursuit ses études classiques au collège Notre-Dame de la Paix de 1876 à 1877, à Namur, puis au collège de Saint Michel, aujourd'hui collège de Saint-Jean Berchmans à Bruxelles, de 1878 à 1884. C'est en 1883, alors âgé de dix-huit ans, qu'il entre au Collège universitaire d'Ushaw, pour entreprendre les études qui le conduisent au sacerdoce.

### Formation et charges sous Léon XIII
Quand il arrive à Rome en 1885 avec son père, le pape Léon XIII demande à les rencontrer tous deux lors d'une audience privée. Après l'avoir longuement interrogé sur ses projets, Léon XIII lui propose d'entrer non pas au Collège pontifical écossais, mais à l'Académie des nobles ecclésiastiques, établissement qui forme à Rome les futurs dirigeants de la diplomatie vaticane. Merry del Val obtient deux doctorats (philosophie et théologie) à l'Université pontificale grégorienne, ainsi qu'une licence de droit canonique.

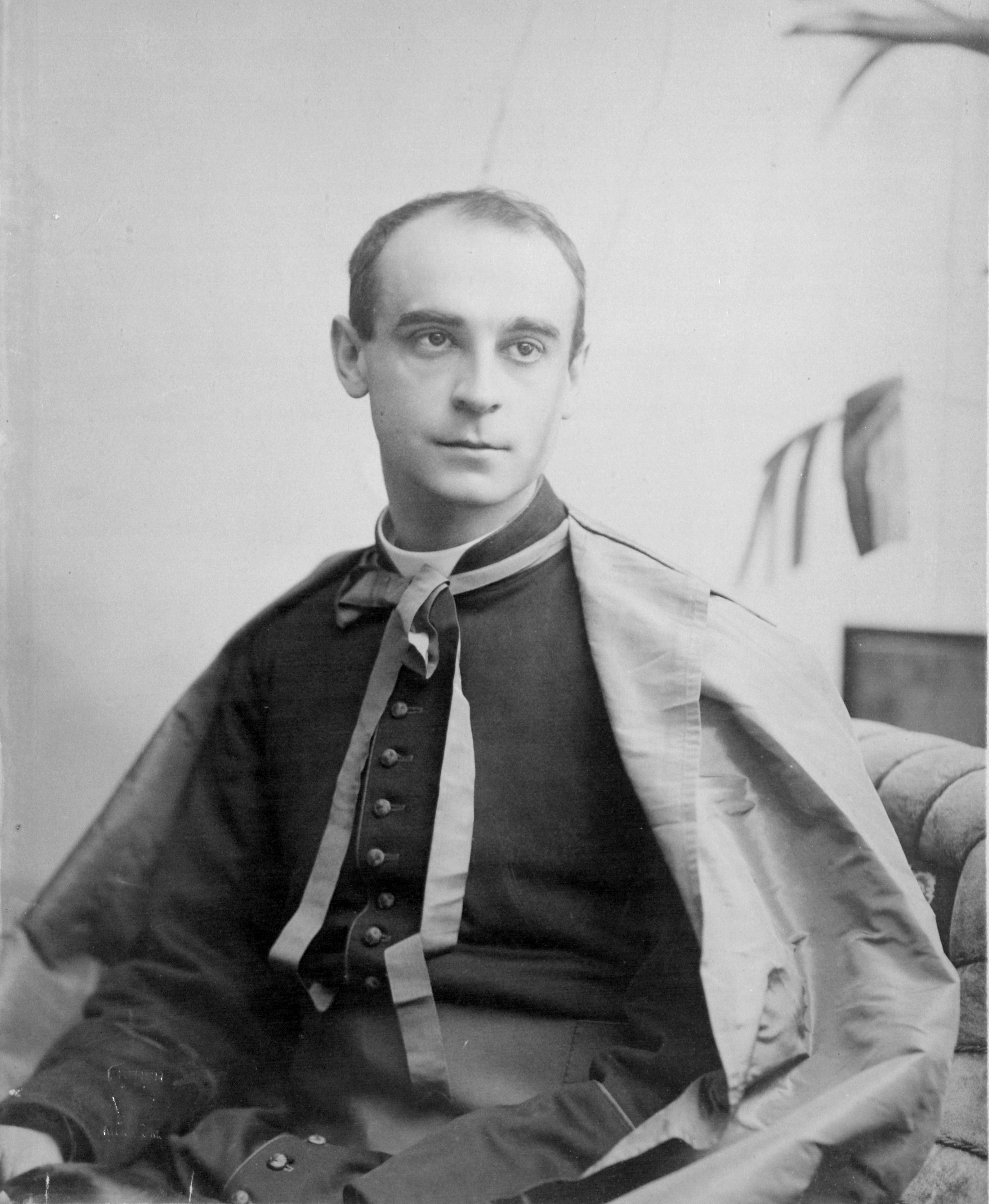
Merry del Val en 1897.

Léon XIII le nomme camérier secret surnuméraire à l'âge de 22 ans, alors qu'il est encore séminariste non ordonné prêtre, ce qui lui donne droit au prédicat de Monsignor et d'agrémenter sa soutane de violet. Le pape confie au nouveau Mgr Merry del Val, polyglotte européen, diverses missions de représentation, notamment à Londres à l'occasion du jubilé de la reine Victoria, où il accompagne le cardinal Serafino Vannutelli qui ne parle pas anglais.
En mars 1888, Léon XIII le nomme secrétaire de la mission pontificale, présidée par le cardinal Luigi Galimberti, qui est chargée de représenter le pape aux obsèques de Guillaume Ier à Berlin, et au couronnement du nouvel empereur Frédéric III.
Le 30 décembre 1888, il est ordonné prêtre par le cardinal Lucido Parocchi, et commence une carrière dans la diplomatie pontificale. Il est d'abord secrétaire de nonciature en Allemagne et en Autriche-Hongrie (1888-1889), mais revient à Rome rejoindre l'administration pontificale en 1891 dans l'entourage du pape.
Faisant partie, en qualité de secrétaire, de la commission chargée d'étudier la validité des ordinations anglicanes (1896), il se montre alors, tout comme la hiérarchie catholique anglaise, hostile à leur reconnaissance ; la commission conclut par la négative, à une seule voix de majorité, au motif (encore très discuté) de la rupture de la succession apostolique par modification du rite consécratoire des évêques.
En raison de ses connaissances linguistiques, il est nommé visiteur apostolique au Canada (1897-1898), où il rencontre les évêques francophones à Montréal et les évêques anglophones à Toronto. Prélat de Sa Sainteté, il est nommé en 1898 consulteur de la Congrégation de l'Index et l'année suivante devient président de l'Académie pontificale ecclésiastique, poste qu'il occupe jusqu'en 1903.
À l'âge de 34 ans, il est nommé archevêque titulaire (in partibus) de Nicée et le 6 mai 1900 consacré par le cardinal Rampolla, secrétaire d'État de Léon XIII avec comme co-consécrateurs Guglielmo Pifferi (de) et Edmund Stonor (en). Le pape le choisit de nouveau pour le représenter au couronnement du roi Édouard VII en 1901.

### Proche de Pie X

#### Opposition au modernisme
Au début du conclave de 1903, Merry del Val est désigné par le Sacré Collège comme secrétaire du conclave après la mort inopinée du titulaire, contre Gasparri et Della Chiesa, les conservateurs ayant la majorité contre le cardinal Rampolla. Le conclave est marqué par l'exclusive de l'Autriche contre Rampolla. Merry del Val assiste aux hésitations du patriarche de Venise, le cardinal Sarto, qui accepte la tiare sous le nom de Pie X. Celui-ci lui demande immédiatement de l'assister comme secrétaire d'État. Créé cardinal, Merry del Val devient alors son principal collaborateur.
Diplomate rigide, conservateur intransigeant (comme les cardinaux Louis Billot et Gaetano De Lai et tout l'entourage du pape Pie X), Merry del Val s'oppose aux modernistes avec vigueur,. Ernesto Buonaiuti (1881-1946), prêtre italien moderniste excommunié, le décrit comme un « cardinal espagnol énigmatique et sinistre, à la suffisance hautaine et vaniteuse ». D'autres lui font une réputation proche de l'ascétisme et soulignent son esprit charitable ; il s’occupe ainsi toute sa vie d’un foyer de jeunes Romains défavorisés qu'il avait fondé dans le quartier populaire du Trastevere, allant les visiter tous les jours, jouant au billard, à la balle avec eux ou les confessant.
Lors de la séparation de l'Église et de l'État (1904-1906), Merry del Val rejette toute négociation et refuse aux évêques français le droit de fonder des associations cultuelles à l'instar de ce qui se fait déjà en Allemagne : l'Église de France y perd l’intégralité de son patrimoine.
À la suite des projets scolaires de « défense laïque » déposés par Gaston Doumergue en juin 1908, il s'implique dans la guerre scolaire et parvient à faire accepter par l'épiscopat français la neutralité scolaire comme contraire aux doctrines catholiques. Du fait de son action, l'école libre va occuper à partir de ce moment une place centrale dans les préoccupations de la hiérarchie catholique française.

#### Rapports avec le judaïsme
Il est l'interprète de la doctrine du non possumus avancée par le pape Pie X en réponse à Théodore Herzl, venu chercher au Vatican un appui catholique pour légitimer le sionisme naissant. Selon ce non possumus, l'Église catholique se doit d'être bienveillante à l'égard des Juifs, témoins historiques de la vie de Jésus, mais ne peut en aucun cas légitimer le sionisme en raison de la non-reconnaissance de la divinité du Christ par les Juifs.
À une époque où l'antisémitisme s'exprime publiquement (affaire Dreyfus en France), ses rapports avec le judaïsme restent conflictuels : estimant que les Juifs doivent légitimement être exécrés pour avoir « versé le sang du saint des saints » et dénonçant leur projet de « reconstruire le Royaume d'Israël en s'opposant au Christ et à son Église », il refuse catégoriquement la suppression de la mention des « perfidis judaeis (juifs infidèles) » dans la liturgie du Vendredi saint — au prétexte de la conservation de la liturgie — et il combat la société des Amis d’Israël jusqu'à sa dissolution, lui reprochant — bien qu'il en ait été membre — d'être « sous la main et l'influence des Juifs ».

#### Prélat intransigeant
Ses positions intransigeantes, oscillant entre « catholicisme intégral » et intégrisme, lui valent le jugement de l'historien Henri-Irénée Marrou, pour lequel une éventuelle canonisation de Merry del Val correspondrait à une apologie de l'intégrisme, « la lutte (…) contre le modernisme [ayant été] le prétexte à des manœuvres de basse police, conduites dans une atmosphère de mensonge et, avec un manque de charité, déshonorants pour le nom de chrétien ».
Émile Poulat avance que la recherche, au XXIe siècle, permet de nuancer ce jugement : la tendance dure du Vatican  à cette époque est plutôt à chercher du côté du cardinal De Lai, voire de Pie X lui-même, ainsi que chez le collaborateur immédiat de Merry del Val, Umberto Benigni. Celui-ci, créateur de La Sapinière, jugeait le prélat, qui modérait son zèle antimoderniste, « pleutre » (vigliacco) ; il avait surnommé Merry del Val « la Peur » et fut poussé par lui à la démission.

### Fin de carrière honorifique

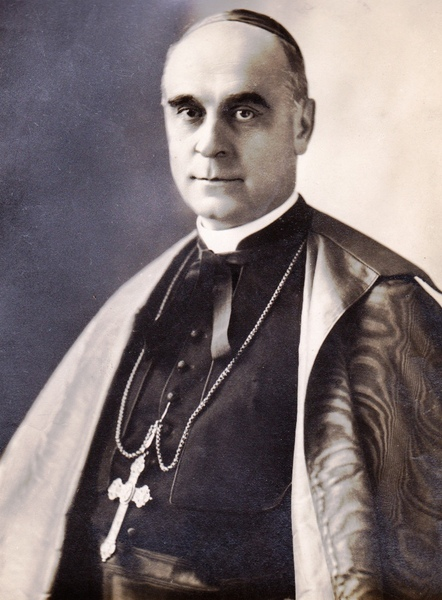
Le cardinal Merry del Val v. 1914, photographie de Giuseppe Felici.

En 1914, à la mort de Pie X, il est partisan du clan conservateur ; son candidat est battu par le nouveau pape Benoît XV (on dit qu'il fit vérifier l'ultime tour de scrutin) et il est immédiatement écarté : le cardinal Domenico Ferrata, homme ouvert et habile négociateur, le remplace à la secrétairerie d'État. Le 14 octobre 1914, Merry del Val est nommé conjointement archiprêtre de la basilique vaticane — succédant à son rival, le cardinal Rampolla, mort au même moment —, secrétaire de la fabrique de Saint-Pierre et secrétaire de la Congrégation du Saint-Office, dicastère de surveillance doctrinale qu’il dirige jusqu'à sa mort. Le cardinal Merry del Val se voit ainsi relégué dans des postes honorifiques ou administratifs et doctrinaux, sans possibilité d'influence concrète sur les grandes orientations du Saint-Siège. Il continue d’effectuer des missions de représentation, comme celle de légat pontifical pour le septième centenaire de François d'Assise (1920).
À la mort du pape Benoît XV en 1922, il recueille les voix des conservateurs au conclave qui élit Pie XI, pape qui le confirme dans ses fonctions mais ne lui en confie pas d’autres. Merry del Val termine ses jours dans une retraite effacée et meurt à Rome le 26 février 1930, à l'âge de 64 ans, des suites d'une opération liée à une crise d'appendicite. Selon ses vœux, il est enterré dans les grottes vaticanes « le plus près possible de saint Pie X ». Son procès en béatification a été ouvert le 26 février 1953 par Pie XII, à l’instigation du cardinal Nicola Canali, son ancien secrétaire particulier et ami intime, mais la procédure a été interrompue.

## Succession apostolique
Rafael Merry del Val a ordonné les évêques suivants :
- Archevêque Juan Bautista Castro (it) (1904)
- Archevêque Celestino Endrici (1904)
- Archevêque Andrea Giacinto Bonaventura Longhin, O.F.M.Cap. (1904)
- Évêque Alfredo Peri-Morosini (it) (1904)
- Archevêque Duarte Leopoldo e Silva (1904)
- Évêque Josef Altenweisel (de) (1904)
- Archevêque Ambrose Agius (en), O.S.B. (1904)
- Cardinal Francesco Ragonesi (1904)
- Archevêque Adolfo Alejandro Nouel (es) (1904)
- Archevêque Sebastiano Francisco Pifferi, O.F.M. (1905)
- Archevêque José Marcondes Homem de Melo (1906)
- Archevêque Giuseppe Aversa (de) (1906)
- Évêque Juraj Carić (de) (1906)
- Évêque Felice del Sordo (1906)
- Cardinal Achille Locatelli (1906)
- Archevêque Pietro di Maria (1906)
- Cardinal Augusto Silj (1907)
- Évêque Ivan Borzatti de Löwenstern (1907)
- Évêque Paolo Rosario Farrugia (en) (1907)
- Évêque Francesco Maria Berti, O.F.M.Conv. (1907)
- Archevêque Manuel María Pólit y Laso (es) (1907)
- Cardinal Andreas Franz Frühwirth, O.P. (1907)
- Évêque Giovanni Vincenzo Tasso, C.M. (1908)
- Cardinal Enrico Sibilia (1908)
- Cardinal Tommaso Pio Boggiani, O.P. (1908)
- Évêque Giuseppe Foschiani (it) (1908)
- Évêque Agostino Zampini (it), O.E.S.A. (1911)
- Évêque Uberto Maria Fiodo (1911)
- Archevêque Anton Bauer (en) (1911)
- Évêque Antun Đivoje (hr) (1911)
- Archevêque Dionysius Schuler (de), O.F.M. (1911)
- Cardinal Raffaele Scapinelli di Leguigno (1912)
- Cardinal Giovanni Vincenzo Bonzano (1912)
- Archevêque Nikola Dobrečić (en) (1912)
- Évêque Joseph Félix François Malleret, C.S.Sp. (1912)
- Évêque Robert Fraser (en) (1913)
- Évêque Nematallah Carame, O.A.M. (1913)
- Évêque Agostino Felice Addeo (it), O.S.A. (1913)
- Archevêque Alberto Vassallo di Torregrossa (1914)
- Archevêque Julián Raymundo Riveiro y Jacinto, O.P. (1914)
- Cardinal Bonaventura Cerretti (1914)
- Archevêque Maurus Caruana (en), O.S.B. (1915)
- Archevêque Plácido Ángel Rey de Lemos (es), O.F.M. (1917)
- Patriarche Ramón Pérez Rodríguez (es) (1920)
- Évêque Johannes Raffl (de) (1921)
- Évêque Jeronim Mileta (en), O.F.M.Conv. (1922)
- Évêque Massimo Rinaldi (it), C.S. (1925)
- Cardinal Arthur Hinsley (1926)
- Évêque Simone Lorenzo Salvi (de), O.S.B. (1927)
- Évêque Ludovico Ferretti, O.P. (1927)

### Œuvres et travaux
- The truth of Papal claims. A reply to The validity of papal claims by F. Nutcombe Oxenham, Londres, 1902.
- Memories of Pope Pius X, Westminster, 1931.
- Pio X. Impressioni e ricordi, Padoue 1949.
- Pensieri ascetici, Rome, 1953.

#### Musique
Musicien et pianiste, élève du compositeur et pianiste Isaac Albéniz lorsque son père était ambassadeur à Bruxelles, Raffaele Merry Del Val composa notamment des motets.
- Raffaele Merry Del Val et Lorenzo Perosi, Inni, mottetti e canzon, éd. Audiovisivi San Paolo S.r.l., 1994.

### Biographies

#### Encyclopédies et dictionnaires
- Émile Poulat, « Rafael Merry del Val », Encyclopædia Universalis.
- (de) Johannes Grohe, « Rafael Merry del Val », Biographisch-Bibliographisches Kirchenlexikon, vol. 5, Herzberg, 1993, col. 1331-1333 [lire en ligne].

#### Biographies
Les biographies consacrées au cardinal Merry del Val sont, selon l'historien Jan de Volder (nl), essentiellement d'ordre hagiographiques, à l'instar de celles consacrées à Pie XI ; les plus acceptables sont celles de P. Censi et de J. M. Javierre.
- (it) Pio Censi, Il Cardinale Raffaele Merry del Val, éd. Roberto Berrutti, 1933 (900 pages, nombreuses photos).
- (it) Vigilio Dalpiaz, Attraverso una porpora. Il cardinale Merry del Val, éd. R. Berruti, 1935.
- (it) Girolamo Dal Gal, Il cardinale Merry del Val, segretario di Stato del Beato Pio X, éd. Paoline, 1953.
- Hary Mitchel, Le Cardinal Merry del Val, éd. Paris-Livres, 1956.
- Roberto De Mattei, Merry del Val, il cardinale che servì quattro papi,éditions SugarCo, 2024.
- (en) Marie-Cecilia Buehrle, Rafael Cardinal Merry del Val, éd. Sands and Co., 1957.
- (en) Sr. Mary Bernetta Quinn, Give me souls; a life of Raphael Cardinal Merry del Val, éd. Newman Press, 1958.
- (es) José M. Javierre, M. Merry del Val, éd. Juan Flors, 1963.

### Ouvrages historiques
- Jean Sévillia, Quand les catholiques étaient hors-la-loi, Paris, Perrin, 2012.
- Émile Poulat, Intégrisme et catholicisme intégral. Un réseau secret international antimoderniste : « La Sapinière » (1909-1921), Paris, Casterman, 1969.

### Articles
- Philippe Roy-Lysencourt, Le Cardinal Rafael Merry del Val (1865-1930). Aperçu biographique, Strasbourg, Institut d’étude du christianisme, coll. « Études », 2016, 94 p., recension par François Bœspflug, Archives de sciences sociales des religions 2018/4 (n° 184), pages 358 à 359, lire en ligne
- (en) Gary Lease, « Merry del Val and Tyrrell: a Modernist struggle », Downside Review, no 102, 1984, p. 133-156.
- (en) J. A. Dick, « Cardinal Merry del Val and the Malines Conversations », Ephemerides theologicae Lovanienses 62:44, Louvain, Peeters, 1986, p. 333-355.

### Fiction
- Jules Romains, Mission à Rome de la série Les Hommes de bonne volonté, tome XIII, éd. G. F. Flammarion, 1937.

cette « fiction » est basée sur des faits concrets et connus à Rome comme l'indique Jules Romains dans une lettre écrite à un correspondant non identifié (voir Cahiers de Jules Romains, Flammarion, 1985, page 345).
- Gérard Bavoux, Le porteur de lumière : les arcanes noirs du Vatican, Paris, Pygmalion, 1996.